# Chevrolet Blazer EV
Chevrolet Blazer EV – elektryczny samochód osobowy typu crossover klasy wyższej produkowany pod amerykańską marką Chevrolet od 2023 roku.

## Historia i opis modelu

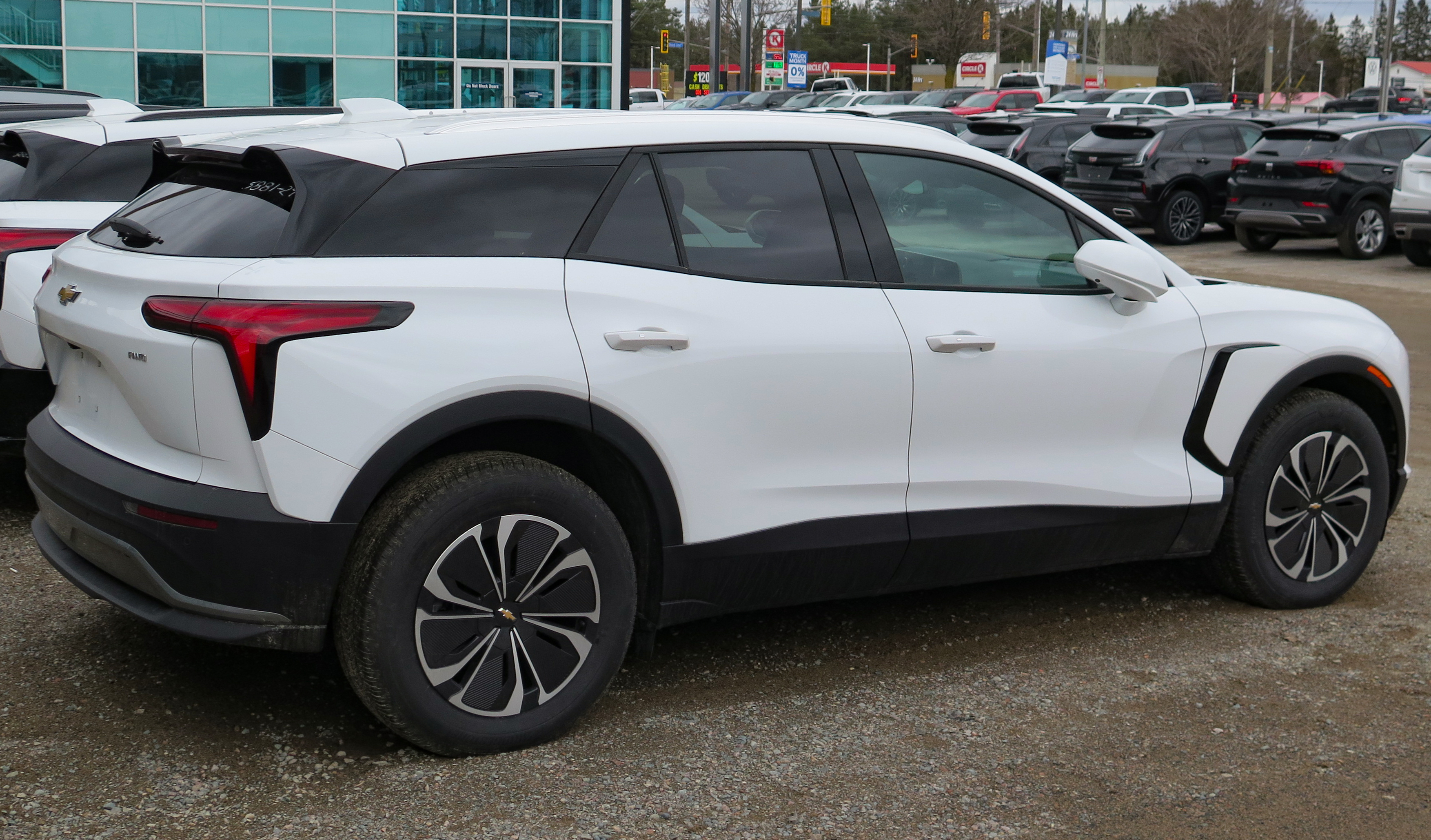
Chevrolet Blazer EV - tył

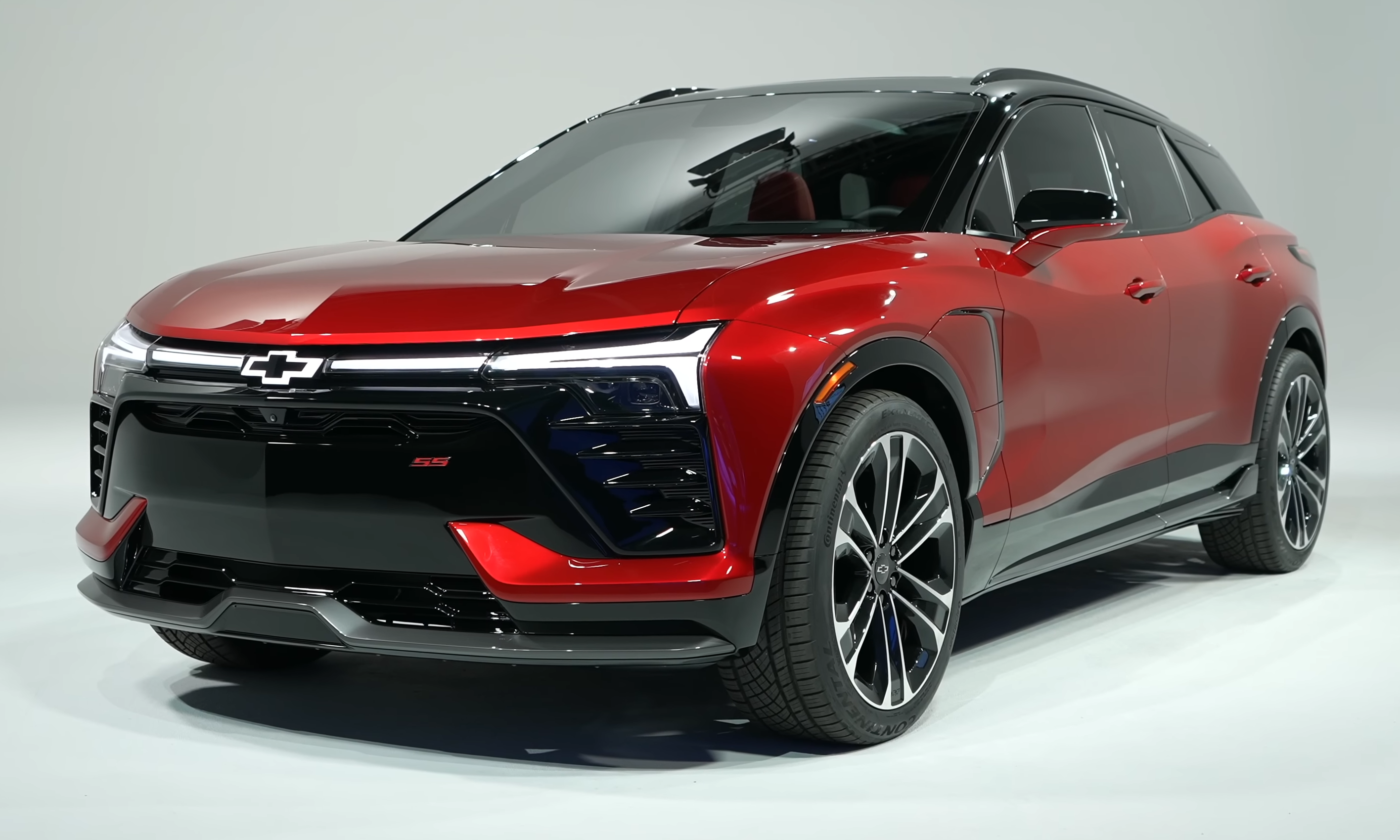
Chevrolet Blazer EV SS - tył

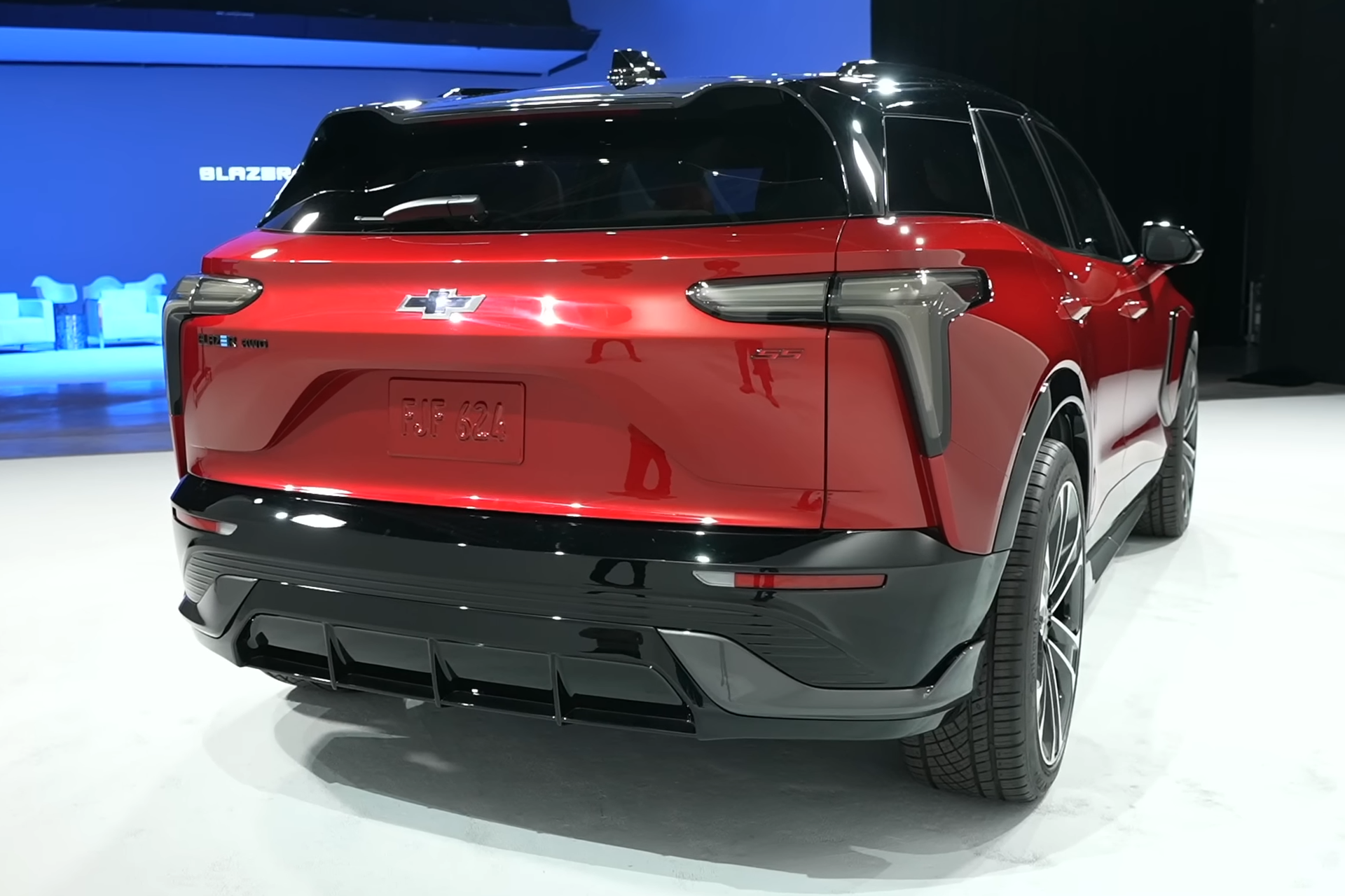
Chevrolet Blazer EV SS - tył

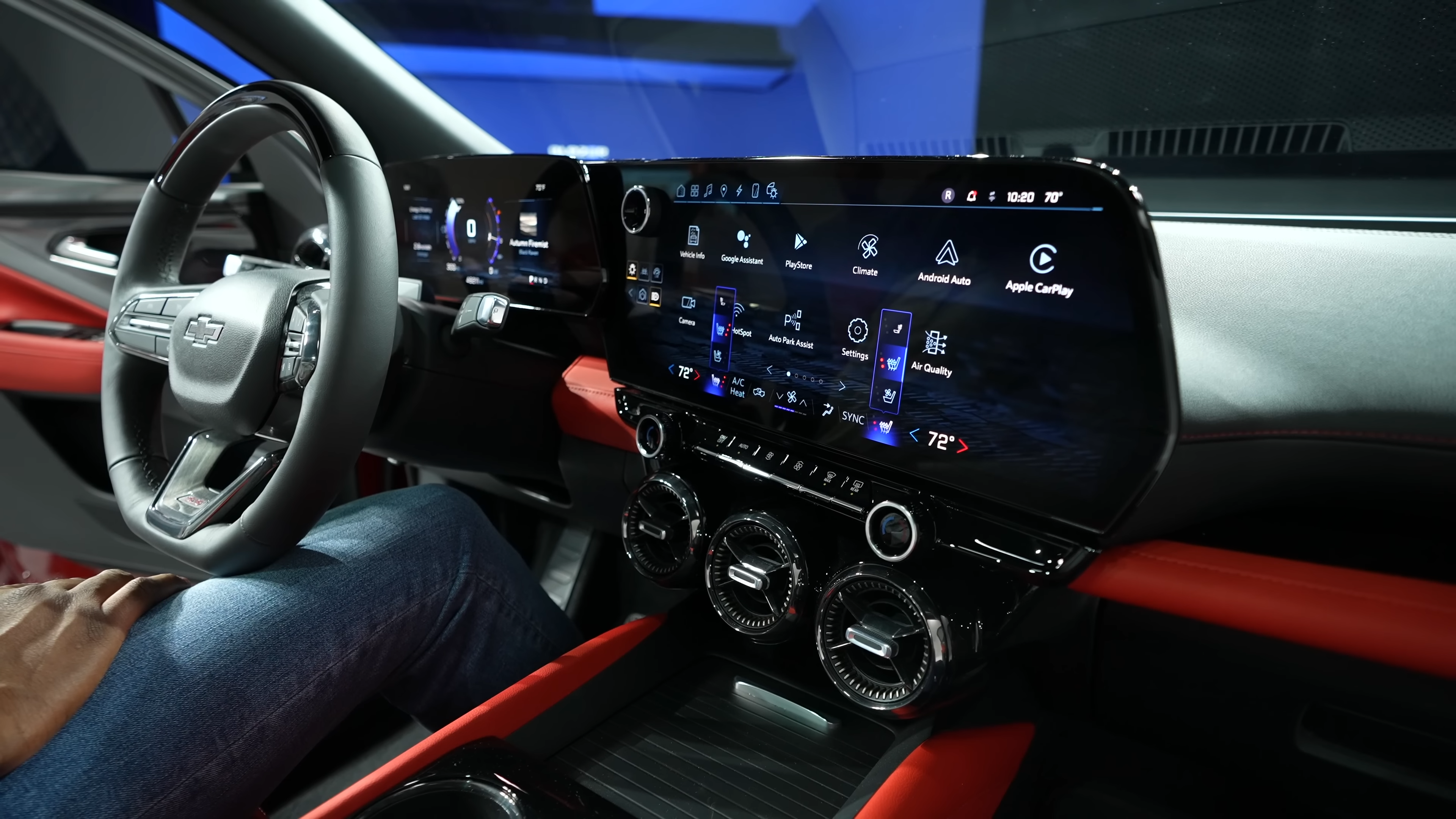
Chevrolet Blazer EV - kokpit

W lipcu 2022 Chevrolet przedstawił trzeci model z nowej rodziny samochodów od podstaw skonstruowanych z myślą o elektrycznym napędzie. Podobnie jak zaprezentowane pół roku wcześniej Silverado EV i Equinox EV, pomimo noszenia wieloletnio używanej przez Chevroleta nazwy Blazer EV nie ma nic wspólnego ze spalinowym odpowiednikiem oferowanym równolegle. Samochód powstał z kolei na modułowej platformie Ultium koncernu General Motors. W ramach współpracy z japońską Hondą na polu tego typu napędu, model Blazer EV posłużył także jako bliźniacza konstrukcja dla crossovera Prologue.
Pod kątem wizualnym samochód otrzymał awangardową stylizację z dużym, ponad 3-metrowym rozstawem osi kontrastującym z krótkimi zwisami i nisko poprowadzoną linią dachu. Pas przedni zdominowały agresywnie zarysowane reflektory z opcjonalną listwą LED, z kolei z tyłu umieszczono trójramienne lampy. Kabina pasażerska została zdominowana przez ekrany, które utworzyły cyfrowe zegary oraz centralnie umieszczony, 17,7-calowy wyświetlacz dotykowy systemu multimedialnego.

### Sprzedaż
Chevrolet Blazer EV zbudowany został z myślą o rynkach Ameryki Północnej, na czele z rodzimymi Stanami Zjednoczonymi. Pomimo momentu debiutu z lipca 2022, początek sprzedaży elektrycznego crossovera wyznaczono ponad rok później. Podobnie jak z mniejszym Equinoxem EV, wytwarzanie Chevroleta Blazera EV powierzono zakładom General Motors w meksykańskim Ramos Arizpe. Pierwsza sztuka inaugurująca seryjną produkcję opuściła zakłady pod koniec czerwca 2023.
W drugiej połowie grudnia 2023 Chevrolet zmuszony był wstrzymać składanie zamówień i realizowanie dostaw Blazerów EV z powodu coraz liczniej zgłaszanych problemów z dotychczas sprzedanymy egzemplarzami. Nabywcy, jak i dziennikarze dysponujący pojazdami testowymi, zwracali uwagę na kłopoty z oprogramowaniem czy awarie systemu szybkiego ładowania, które doprowadzały do unieruchomienia pojazdu.

### Dane techniczne
Charakterystyka platformy wykorzystanej do zbudowania Blazera EV została przystosowana do trzech rodzajów przeniesienia napędu. W zależności od wariantu wyposażenia, elektryczny Chevrolet może być samochodem przednionapędowym lub tylnonapędowym, a także AWD. Topowa odmiana SS charakteryzuje się mocą 565 KM i 880 Nm maksymalnego momentu obrotowego, co pozwala rozpędzić się do 100 km/h w 4 sekundy i osiągnąć do 515 kilometrów zasięgu.